# Kurmanajevkai járás
A Kurmanajevkai járás (oroszul Курманаевский райо́н) Oroszország egyik járása az Orenburgi területen. Székhelye Kurmanajevka.

## Népesség
- 1989-ben 23 239 lakosa volt.
- 2002-ben 21 364 lakosa volt.
- 2010-ben 17 705 lakosa volt, melyből 15 747 orosz, 562 csuvas, 432 kazah, 124 ukrán, 111 azeri, 106 tatár, 101 örmény.